# Wapen van Herne

Wapen van Herne

Het wapen van Herne werd op 8 november 1989 per ministerieel besluit aan de Vlaams-Brabantse gemeente Herne toegekend. De gemeente is in 1977 ontstaan uit een fusie tussen de plaats Herne, Sint-Pieters-Kapelle, Herfelinge en Kokejane.

## Blazoenering
De blazoenering van het wapen luidt als volgt:
Gegeerd van tien stukken van zilver en van sabel, elke geer van sabel beladen met drie herkruiste kruisjes met spitse voet van goud; hartschild: in keel een man gezeten op een steenblok, de benen gekruist, de rechterarm voor zich uitgestrekt en houdend in de linkerhand een roede, vergezeld boven rechts van een maan en links van een flikkerende ster met zeven stralen, het geheel van goud.
Het wapen is in tien gelijke stukken van zilver en zwart verdeeld, hierdoor hebben de vlakken de vorm van taartpunten. De zwarte stukken hebben elk drie kruisen waarvan elke arm ook gekruist is. De voeten van de kruisen lopen taps toe. Over de geren heen een rood schild waarop een man op een blok zit. Hij heeft zijn rechterbeen over zijn linker gekruist. In zijn linkerhand houdt hij een stok vast en met de wijsvinger van zijn rechterhand wijst hij omhoog. Heraldisch links, dat is voor de kijker rechts, van hem is een zevenpuntige ster afgebeeld en heraldisch rechts van hem een volle maan. Alle wapenstukken op het hartschild zijn goud van kleur.

## Geschiedenis
Het huidige wapen is afkomstig van het wapen van Sint-Pieters-Kapelle, met in het hartschild de voorstelling van de oude zegels van Herne. De eerste zegels met daarop een op een steenblok gezeten man werden door de schepenbank van Herne gebruikt in 1359. Ook zegels uit 1492 en 1701 zijn bekend. Kleuren van zegels zijn niet bekend, desondanks werd ervoor gekozen om de zegels rood te maken met daarop een gouden voorstelling. In 1929 kreeg Sint-Pieters-Kapelle het schild van wapen van Edingen als wapen toegekend. Om het wapen van vergelijkbare wapens te kunnen onderscheiden werd als schildhouder Sint Pieter toegevoegd.

## Vergelijkbare wapens

Het wapen van Edingen
Het wapen van Sint-Pieters-Kapelle
Het wapen van Galmaarden
Het wapen van Pepingen